# Möllner Seenplatte

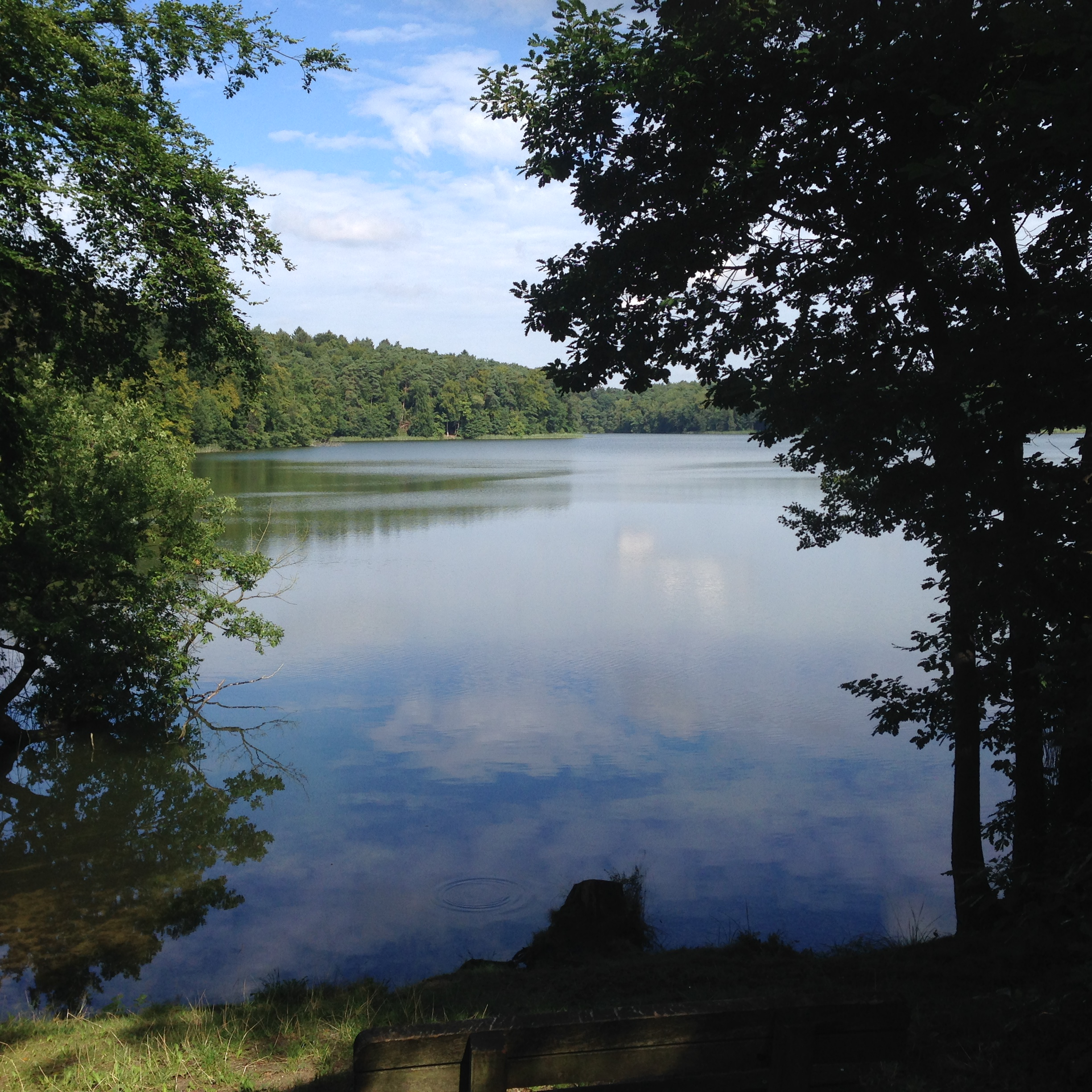
Lütauer See

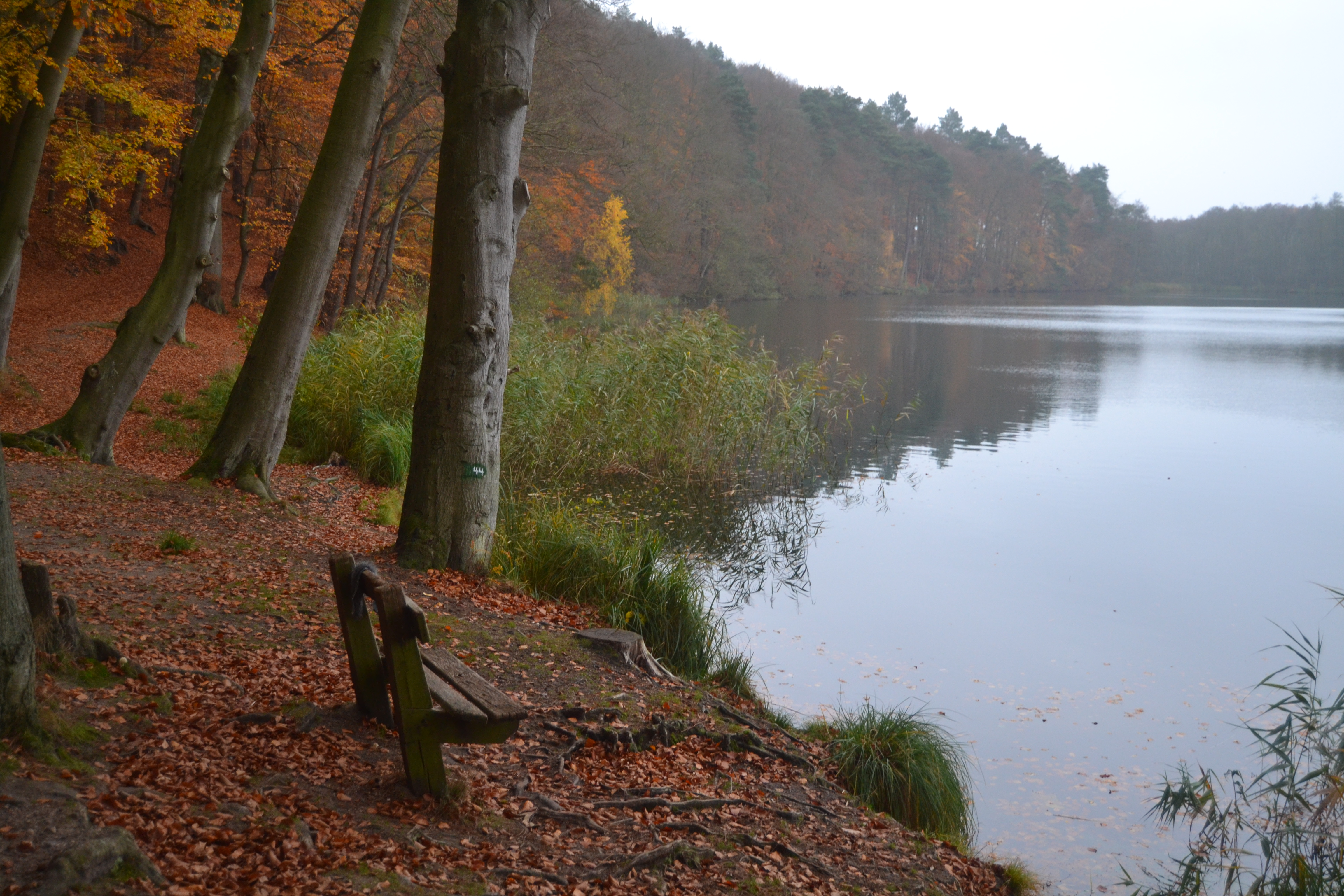
Schmalsee

Die Möllner Seenplatte (auch Möllner Seenkette oder Möllner Seenlandschaft) ist Teil des Naturpark Lauenburgische Seen und besteht aus sieben Seen mit einer Gesamtfläche von etwa 135 ha, die östlich und nördlich der Stadt Mölln im Kreis Herzogtum Lauenburg liegen.
Es sind dies – in dieser Folge ursprünglich vom Hellbach durchflossen – der Drüsensee, Lütauer See, Schmalsee, Hegesee, Schulsee, Stadtsee und Ziegelsee. Der Ziegelsee wird vom Elbe-Lübeck-Kanal durchquert, der westlich an Mölln vorbeiführt.
Der Hellbach ändert im Verlauf der Durchquerung der Seen mehrfach den Namen:
- Gudower See–Sarnekower See: Seemannbach
- Sarnekower See–Gudower Mühle: Mühlenbach
- Gudower Mühle–Drüsensee: Hellbach
- Drüsensee–Lütauer See: Lütauer Bek
- Schmalsee–Fischtreppe "Auf den Dämmen": Pinnau

Die ursprünglich in den Hegesee führende Pinnau wurde für den Betrieb der Möllner Stadtmühle als „Mühlengraben“ (historisch „Mühlenbek“, seltener „Mühlenfließ“) zur Stadt umgeleitet, um dort an der Mühle in den Schulsee einzumünden.